# El fogueral
El fogueral és un drama en tres actes, original d'Ambrosi Carrion, estrenat la nit del 29 d'agost de 1925, al Teatre Barcelona de Barcelona.

## Repartiment de l'estrena
- Jaume d'Oriana, senyor del Fogueral: Enric Guitart
- Marcel, el seu fill gran, l'hereu: Josep Clapera
- Aureli, el fill petit, l'estudiant: Pius Daví
- Sara, muller de Marcel: Maria Vila
- Carlota d'Oriana: Francesca Lliteras
- L'escorçó, confident del senyor: Manuel Valencia
- Borinot: Joaquim Viñas
- Verònica, dida de Marcel: Maria Morera
- L'eixut, mossos de la casa: Eduard Serrahima
- Direcció artística de Pius Daví